# Американский национальный институт стандартов
Америка́нский национа́льный институ́т станда́ртов (англ. American national standards institute, ANSI) — объединение американских промышленных и деловых групп, разрабатывающее торговые и коммуникационные стандарты. Входит в организации ISO и IEC, представляя там интересы США.

## История
Изначально ANSI была образована в 1918 году, когда пять инженерных обществ и три правительственных учреждения основали «Американский комитет по инженерным стандартам» (AESC — англ. American Engineering Standards Committee). В 1928 году комитет стал называться "Американской ассоциацией стандартов (ASA — англ. American Standards Association). В 1966 году ASA была реорганизована и стала «Институтом стандартов Соединенных Штатов Америки» (USASI — англ. United States of America Standards Institute). Нынешнее название было принято в 1969 году.
До 1918 года существовало пять инженерных обществ, участвовавших в разработке технических стандартов:
- Американский институт инженеров-электриков (American Institute of Electrical Engineers — AIEE, сейчас IEEE)
- Американское общество инженеров-механиков (American Society of Mechanical Engineers — ASME)
- Американское общество гражданских инженеров (American Society of Civil Engineers — ASCE)
- Американский институт горных инженеров (American Institute of Mining Engineers — AIME, в настоящее время Американский институт горных, металлургических и нефтяных инженеров)
- Американское общество по испытаниям и материалам (сейчас ASTM)

В 1916 году Американский институт инженеров-электриков (ныне IEEE) выступил с инициативой объединения усилий этих организаций для создания независимого национального органа для координации разработки стандартов, согласования и утверждения национальных стандартов. Вышеуказанные пять организаций стали основными членами Объединённого инженерного общества (United Engineering Society — UES), впоследствии для участия в нём в качестве учредителей были приглашены военное министерство США, военно-морской флот (объединенный в 1947 году, чтобы стать министерством обороны США) и коммерции.
В 1931 году организация (переименованная в ASA в 1928 году) вошла в состав Национального комитета США в Международной электротехнической комиссии (МЭК), которая был образован в 1904 году для разработки стандартов в области электротехники и электроники

## Члены
Членами ANSI являются государственные органы, организации, академические и международные организации, а также частные лица. В общей сложности Институт представляет интересы более 270 000 компаний и организаций и 30 миллионов специалистов по всему миру/

## Деятельность
Хотя сама ANSI не разрабатывает стандарты, Институт осуществляет надзор за разработкой и использованием стандартов путем аккредитации процедур организаций, разрабатывающих стандарты. Аккредитация ANSI означает, что процедуры, используемые организациями, разрабатывающими стандарты, соответствуют требованиям Института в отношении открытости, сбалансированности, консенсуса и надлежащей правовой процедуры.
ANSI также определяет конкретные стандарты как Американские национальные стандарты, или ANS, когда Институт определяет, что стандарты были разработаны в справедливой, доступной и отвечающей требованиям различных заинтересованных сторон среде.

## Международная деятельность
Помимо деятельности в области стандартизации в США, ANSI способствует международному использованию стандартов США, отстаивает политическую и техническую позицию США в международных и региональных организациях по стандартизации и поощряет принятие международных стандартов в качестве национальных стандартов.
Институт является официальным представителем США в двух основных международных организациях по стандартизации, Международная организация по стандартизации (ИСО), в качестве одного из основателей, и Международная электротехническая комиссия (IEC) через Национальный комитет США (USNC). ANSI участвует почти во всей технической программе ISO и IEC и управляет многими ключевыми комитетами и подгруппами. Во многих случаях стандарты США передаются в ИСО и МЭК через ANSI или USNC, где они полностью или частично принимаются в качестве международных стандартов.
Принятие стандартов ISO и IEC в качестве американских стандартов возросло с 0,2 % в 1986 году до 15,5 % в мае 2012 года.

## Направления стандартизации
Институт управляет девятью группами по стандартизации:
- Сотрудничество по стандартизации национальной безопасности и безопасности ANSI (HDSSC — Homeland Defense and Security Standardization Collaborative)
- Группа по стандартам нанотехнологий ANSI (ANSI-NSP — ANSI Nanotechnology Standards Panel)
- Панель стандартов защиты от кражи ID и ID ID (IDSP — ID Theft Prevention and ID Management Standards Panel)
- ANSI Координационное сотрудничество по стандартизации энергоэффективности (EESCC — Energy Efficiency Standardization Coordination Collaborative)
- Сотрудничество по координации стандартов в области ядерной энергии (NESCC- Nuclear Energy Standards Coordination Collaborative)
- Группа по стандартам электромобилей (EVSP — Electric Vehicles Standards Panel)
- Сеть ANSI-NAM по химическому регулированию (ANSI-NAM Network on Chemical Regulation)
- Координационная группа по стандартам на биотопливо (ANSI Biofuels Standards Coordination Panel)
- Панель стандартов медицинской информации в области здравоохранения (HITSP — Healthcare Information Technology Standards Panel)
- Американское агентство сертификации в области трубопроводов и механизмов

Каждая из групп занимается выявлением, координацией и согласованием добровольных стандартов, относящихся к этим областям.
В 2009 году ANSI и Национальный институт стандартов и технологий (NIST) создали Координационное сотрудничество по стандартам в области ядерной энергии (NESCC). NESCC — это совместная инициатива по выявлению и удовлетворению текущей потребности в стандартах в ядерной отрасли.

## Стандарты
Из принятых институтом стандартов известны:
- Система фотографической экспозиции ASA, первоначально определённая в ASA Z38.2.1 (с 1943 года) и ASA PH2.5 (с 1954 года), вместе с системой DIN (DIN 4512 с 1934 года) стала основой для ISO системы (с 1974 года), в настоящее время используется во всем мире (ISO 6, ISO 2240, ISO 5800, ISO 12232).
- Стандарт для набора значений, используемых для представления символов в цифровых компьютерах. Стандарт кода ANSI расширил ранее созданный стандарт семибитной кодировки ASCII (ASA X3.4-1963), добавив дополнительные коды для европейских алфавитов. В Microsoft Windows фраза «ANSI» относится к кодированным страницам Windows ANSI (даже если они не являются стандартами ANSI)[14]. Большинство из них имеют фиксированную ширину, хотя некоторые символы для идеографических языков имеют переменную ширину. Поскольку эти символы основаны на проекте ISO 8859 в ряде случаев некоторые символы Microsoft визуально очень похожи на символы ISO, что приводит многих к ложному предположению, что они идентичны.
- ASA X3.9-1966 — язык Фортран-66;
- ANSI C — стандарт языка C;
- ANSI X3.64 (используется так называемой ANSI-графикой).

Вопреки распространённому заблуждению, ANSI не принимал стандарты 8-битных кодовых страниц, хотя и участвовал в разработке кодировки ISO 8859-1 и, возможно, некоторых других.